# 세자매 농법

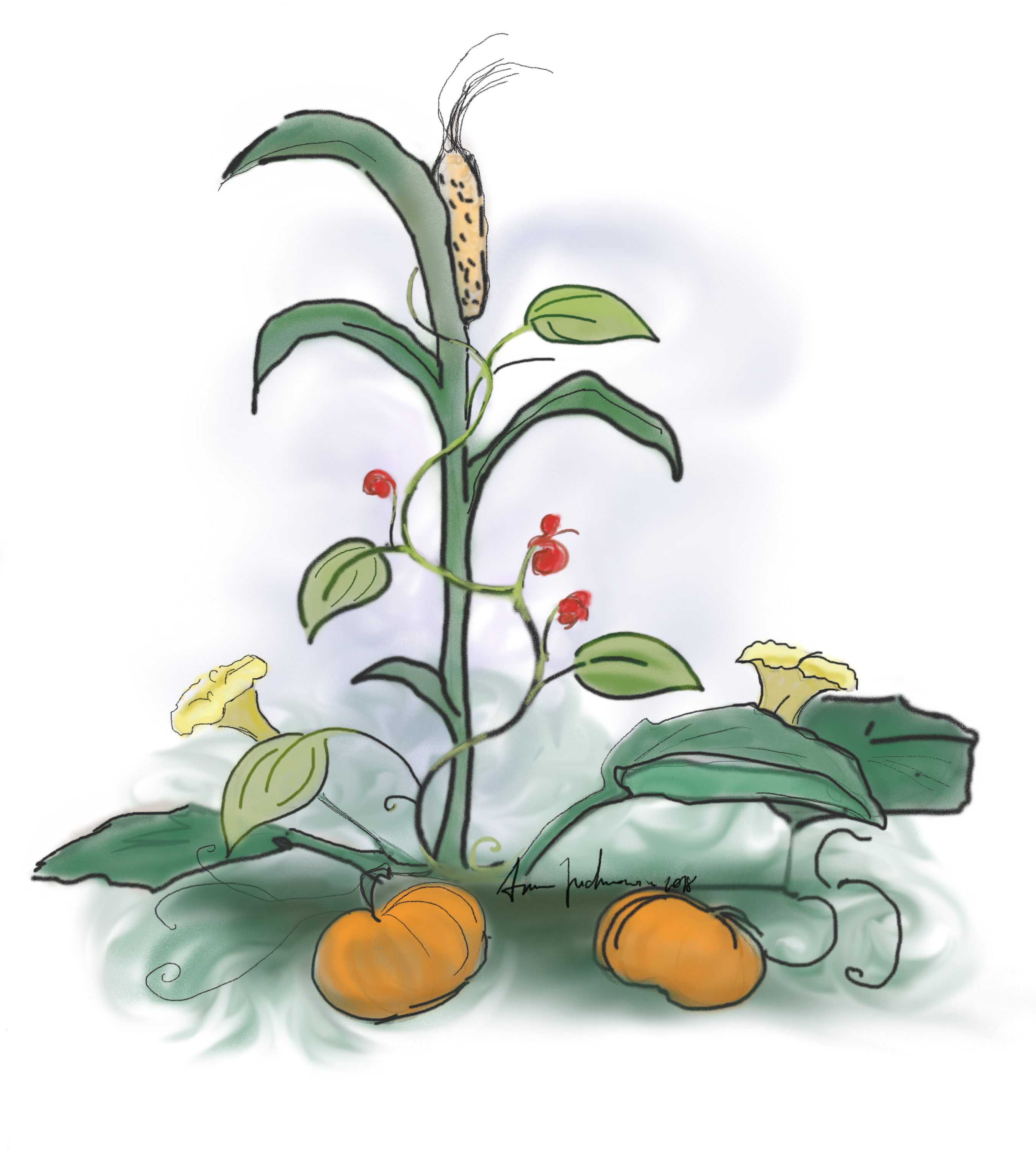

세자매 농법(스페인어: tres hermanas)은 메소아메리카 원주민들의 전통 농법이다. 호박, 옥수수, 강낭콩을 함께 심어 기르는 복작농법이다. 옥수숫대가 강낭콩 덩굴의 지주대 역할을 해 주고, 콩은 토양에 질소를 고정시키며 옥수수가 강풍에 꺾이지 않도록 보강해 준다. 그리고 넓은 호박잎이 햇빛을 가려 토양의 습기를 유지하고 잡초의 생육을 차단한다.
원주민들은 지역에 따라 토질과 기후에 맞는 다양한 품종의 옥수수, 호박, 콩의 조합으로 세자매 농법을 해왔다. 16세기에 미주대륙에 처음 상륙한 유럽 백인들은 원주민들의 농법이 매우 생산적이라고 기록했다.

## 같이 보기
- 윤작
- 사이짓기
- 이모작